# ميرفن كلير
ميرفن كلير (بالإنجليزية: Merven Clair) (مواليد 2 يوليو 1993) هو ملاكم موريشيوسي، مثّل بلاده في الألعاب الأولمبية الصيفية 2016.

## روابط خارجية
ميرفن كلير على موقع اللجنة الأولمبية الدولية (الإنجليزية)
- ميرفن كلير على موقع أوليمبيديا (الإنجليزية)
- ميرفن كلير على موقع اتحاد ألعاب الكومنولث (مؤرشف) (الإنجليزية)
- ميرفن كلير على موقع دورة ألعاب الكومنولث 2014 (مؤرشف) (الإنجليزية)